# Francis Locke
Francis Locke (* 31. Oktober 1776 im Rowan County, North Carolina; † 8. Januar 1823 ebenda) war ein US-amerikanischer Politiker, der den Bundesstaat North Carolina im US-Senat vertrat.
Francis Locke war der Neffe von Matthew Locke, der von 1793 bis 1799 für North Carolina im Repräsentantenhaus der Vereinigten Staaten saß. Er besuchte die Zion-Parnassus Academy, eine Privatschule, sowie die University of North Carolina in Chapel Hill. Danach studierte er die Rechtswissenschaften, wurde in die Anwaltskammer aufgenommen und begann als Jurist zu praktizieren. 1803 wurde er zum Richter am North Carolina Superior Court gewählt, was er bis zu seinem Rücktritt im Jahr 1814 blieb.
Locke beendete seine Richtertätigkeit, nachdem er von der North Carolina General Assembly zum US-Senator gewählt worden war. Er übernahm im Dezember 1814 den Sitz des kurz zuvor zurückgetretenen David Stone und verblieb bis zu seinem eigenen Mandatsverzicht am 5. Dezember 1815 im Kongress. Eine Parteizugehörigkeit ist nicht überliefert. Anschließend zog er sich wieder aus der Politik zurück. Er starb am 8. Januar 1823 in seinem Heimatbezirk und wurde auf dem Thyatira Churchyard nahe Salisbury beigesetzt.